# Gobierno Insular de las Islas Filipinas
El Gobierno Insular de las Islas Filipinas (en filipino: Pamahalaang Insular ng Kapuluang Filipino; en inglés: Insular Government of the Philippine Islands) era un territorio no incorporado de los Estados Unidos que se estableció en 1901 y se disolvió en 1935. El Gobierno Insular fue precedido por el Gobierno Militar de las Islas Filipinas de los Estados Unidos y la Primera República Filipina y fue seguido por la Mancomunidad de Filipinas.
Las Filipinas fueron adquiridas por Estados Unidos en 1898 como resultado de la Guerra hispano-estadounidense. En 1902, el Congreso de los Estados Unidos aprobó la Ley Orgánica de Filipinas, que organizó el gobierno y sirvió como su ley básica. Esta ley preveía un gobernador general designado por el presidente de los Estados Unidos, así como una legislatura filipina bicameral con la Comisión filipina designada como cámara alta y una cámara baja totalmente elegida, totalmente electa filipina, la Asamblea de Filipinas.
El término "insular" se refiere al hecho de que el gobierno operaba bajo la autoridad de la Oficina de Asuntos Insulares de los Estados Unidos. Puerto Rico también tenía un gobierno insular en este momento. De 1901 a 1922, la Corte Suprema de Estados Unidos luchó con el estatus constitucional de estos gobiernos en los Casos insulares. En Dorr v. Estados Unidos (1904), el tribunal dictaminó que los filipinos no tenían un derecho constitucional a ser juzgados por jurado. En las propias Filipinas, el término "insular" tenía un uso limitado. En billetes de banco, sellos postales y el escudo de armas, el gobierno se refirió a sí mismo simplemente como las "Islas Filipinas".
La Ley Orgánica de Filipinas de 1902 fue reemplazada en 1916 por la Ley Jones, que puso fin a la Comisión de Filipinas y dispuso que ambas cámaras de la Legislatura filipina fueran elegidas. En 1935, el Gobierno Insular fue reemplazado por la Commonwealth. La condición de Commonwealth debía durar diez años, durante los cuales el país estaría preparado para la independencia.

## Historia
El Gobierno Insular evolucionó a partir de la Comisión Taft, o Segunda Comisión Filipina, nombrada el 16 de marzo de 1900. Este grupo estaba encabezado por William Howard Taft, y el presidente William McKinley le otorgó poderes legislativos en septiembre de 1900. La comisión creó un sistema judicial, un sistema educativo, una función pública y un código legal. La legalidad de estas acciones fue impugnada hasta la aprobación de la Enmienda Spooner en 1901, que otorgó al presidente de los Estados Unidos autoridad para gobernar Filipinas.
El Gobierno Insular vio su misión como una tutela, preparando a Filipinas para una eventual independencia. El 4 de julio de 1901, Taft fue nombrado "gobernador civil", quien también nombró a su gabinete en su discurso inaugural. El gobernador militar Adna Chaffee retuvo la autoridad en las zonas alteradas. El 4 de julio de 1902, se abolió el cargo de gobernador militar y Taft se convirtió en el primer gobernador general de Estados Unidos de las Islas Filipinas.
La Ley Orgánica de Filipinas desestableció a la Iglesia Católica como religión estatal. En 1904, Taft negoció la compra de 390.000 acres de propiedad de la iglesia por $ 7,5 millones. A pesar de esto, el Gobierno Insular no investigó los títulos de propiedad de los frailes y los devolvió al patrimonio de los filipinos. Luego, el Gobierno Insular estableció un sistema de titulación de tierras para estas tierras, pero debido al pequeño personal de topógrafos, muchas parcelas de tierra quedaron sin título.
Dos años después de la finalización y publicación de un censo, se realizó una elección general para la elección de delegados a una asamblea popular. Una Asamblea filipina electa se convocó en 1907 como la cámara baja de una legislatura bicameral, con la Comisión filipina como cámara alta. La Ley de aranceles Payne-Aldrich de 1909 de los Estados Unidos establecía el libre comercio con Filipinas. Cada año a partir de 1907, la Asamblea de Filipinas (y más tarde la Legislatura de Filipinas) aprobó resoluciones que expresan el deseo filipino de independencia.

### Ley Jones
Los nacionalistas filipinos liderados por Manuel L. Quezón y Sergio Osmeña respaldaron con entusiasmo el proyecto de ley Jones de 1912, que preveía la independencia de Filipinas después de ocho años, pero luego cambiaron de opinión, optando por un proyecto de ley que se centraba menos en el tiempo que en las condiciones de la independencia. Los nacionalistas exigieron que Estados Unidos garantizara una independencia completa y absoluta, ya que temían que una independencia demasiado rápida del dominio estadounidense sin tales garantías pudiera hacer que Filipinas cayera en manos japonesas. La Ley Jones fue reescrita y aprobada por el Congreso en 1916 con una fecha posterior de independencia.

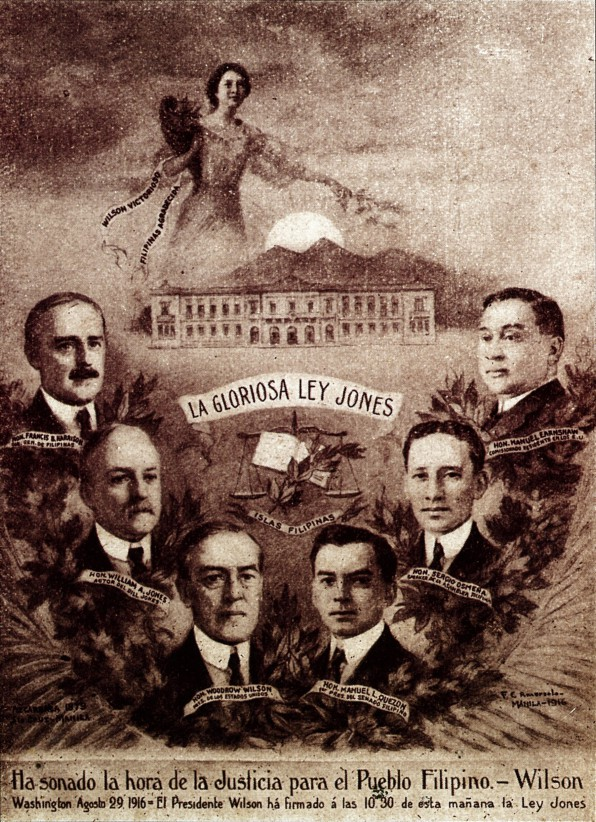
Este cartel anuncia la aprobación de la Ley Jones.

La Ley Jones, o Ley de Autonomía de Filipinas, reemplazó a la Ley Orgánica. Su preámbulo declaró que la eventual independencia de Filipinas sería la política estadounidense, sujeta al establecimiento de un gobierno estable. La ley mantenía un gobernador general designado, pero estableció una legislatura filipina bicameral para reemplazar a la asamblea filipina electa (cámara baja); Reemplazó la Comisión Filipina de nombramiento (cámara alta) con un senado electo.
Los filipinos suspendieron la campaña de independencia durante la Primera Guerra Mundial y apoyaron a los Estados Unidos y las potencias de la Entente contra el Imperio Alemán.  Después de la guerra reanudaron su impulso independentista con gran vigor. El 17 de marzo de 1919, la legislatura filipina aprobó una "Declaración de propósitos", que declaró el deseo inflexible del pueblo filipino de ser libre y soberano. Se creó una Comisión de Independencia para estudiar formas y medios de alcanzar el ideal de liberación. Esta comisión recomendó el envío de una misión independentista a Estados Unidos. La "Declaración de Propósitos" se refirió a la Ley Jones como un verdadero pacto, o pacto, entre los pueblos estadounidense y filipino mediante el cual Estados Unidos prometió reconocer la independencia de Filipinas tan pronto como se estableciera un gobierno estable. El gobernador general estadounidense de Filipinas, Francis Burton Harrison, había estado de acuerdo con el informe de la legislatura filipina en cuanto a un gobierno estable.
La Legislatura filipina financió una misión de independencia a los Estados Unidos en 1919. La misión partió de Manila el 28 de febrero y se reunió en Estados Unidos y presentó su caso al Secretario de Guerra Newton Baker. El presidente de los Estados Unidos, Woodrow Wilson, en su mensaje de despedida al Congreso de 1921, certificó que el pueblo filipino había cumplido la condición que se le impuso como requisito previo a la independencia, declarando que, una vez hecho esto, el deber de Estados Unidos es otorgar la independencia a Filipinas. El Partido Republicano entonces controlaba el Congreso y la recomendación del presidente demócrata saliente no fue atendida.

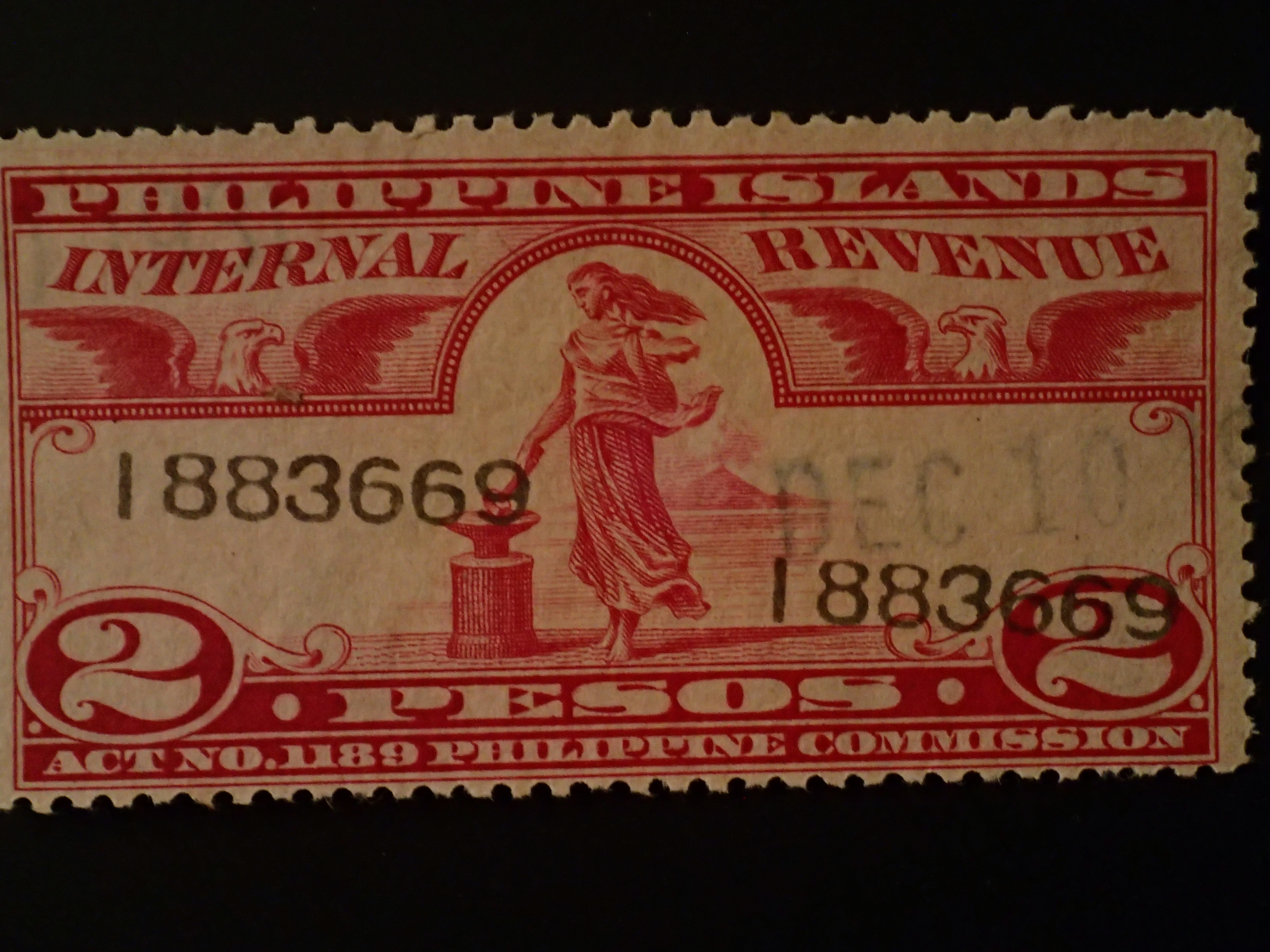
Este sello fiscal para las Islas Filipinas se emitió en 1930.

### Camino al status de Mancomunidad
Después de la primera misión de independencia, la financiación pública de tales misiones se declaró ilegal. Las misiones de independencia posteriores en 1922, 1923, 1930, 1931 1932 y dos misiones en 1933 fueron financiadas con contribuciones voluntarias. Se presentaron numerosos proyectos de ley de independencia al Congreso de los Estados Unidos, que aprobó el proyecto de ley Hare-Hawes-Recorte el 30 de diciembre de 1932. El presidente de los Estados Unidos, Herbert Hoover, vetó el proyecto de ley el 13 de enero de 1933. El Congreso anuló el veto el 17 de enero, y Hare-  La Ley Hawes-Cutting se convirtió en ley estadounidense. La ley prometía la independencia de Filipinas después de 10 años, pero reservaba varias bases militares y navales para Estados Unidos, además de imponer aranceles y cuotas a las exportaciones filipinas. La ley también requería que el Senado filipino ratificara la ley. Quezon instó al Senado filipino a rechazar el proyecto de ley, lo que hizo. El propio Quezón dirigió la duodécima misión de independencia a Washington para asegurar un mejor acto de independencia. El resultado fue la Ley Tydings-McDuffie de 1934, que era muy similar a la Ley Hare-Hawes-Cutting, excepto en detalles menores. La Ley Tydings-McDuffie fue ratificada por el Senado de Filipinas. La ley preveía la concesión de la independencia de Filipinas en 1946.
La Ley Tydings-McDuffie preveía la redacción y las directrices de una constitución para un "período de transición" de diez años como la Mancomunidad Filipina antes de la concesión de la independencia filipina. El 5 de mayo de 1934, la Legislatura de Filipinas aprobó una ley que establece la elección de los delegados de la convención. El gobernador general Frank Murphy designó el 10 de julio como la fecha de las elecciones y la Convención celebró su sesión inaugural el 30 de julio. El proyecto de Constitución completo fue aprobado por la Convención el 8 de febrero de 1935, aprobado por el presidente de los Estados Unidos, Franklin D. Roosevelt, el 23 de marzo, y ratificado por voto popular el 14 de mayo. La primera elección bajo la nueva constitución de 1935 se llevó a cabo el 17 de septiembre, y el 15 de noviembre de 1935 se estableció el Commonwealth.

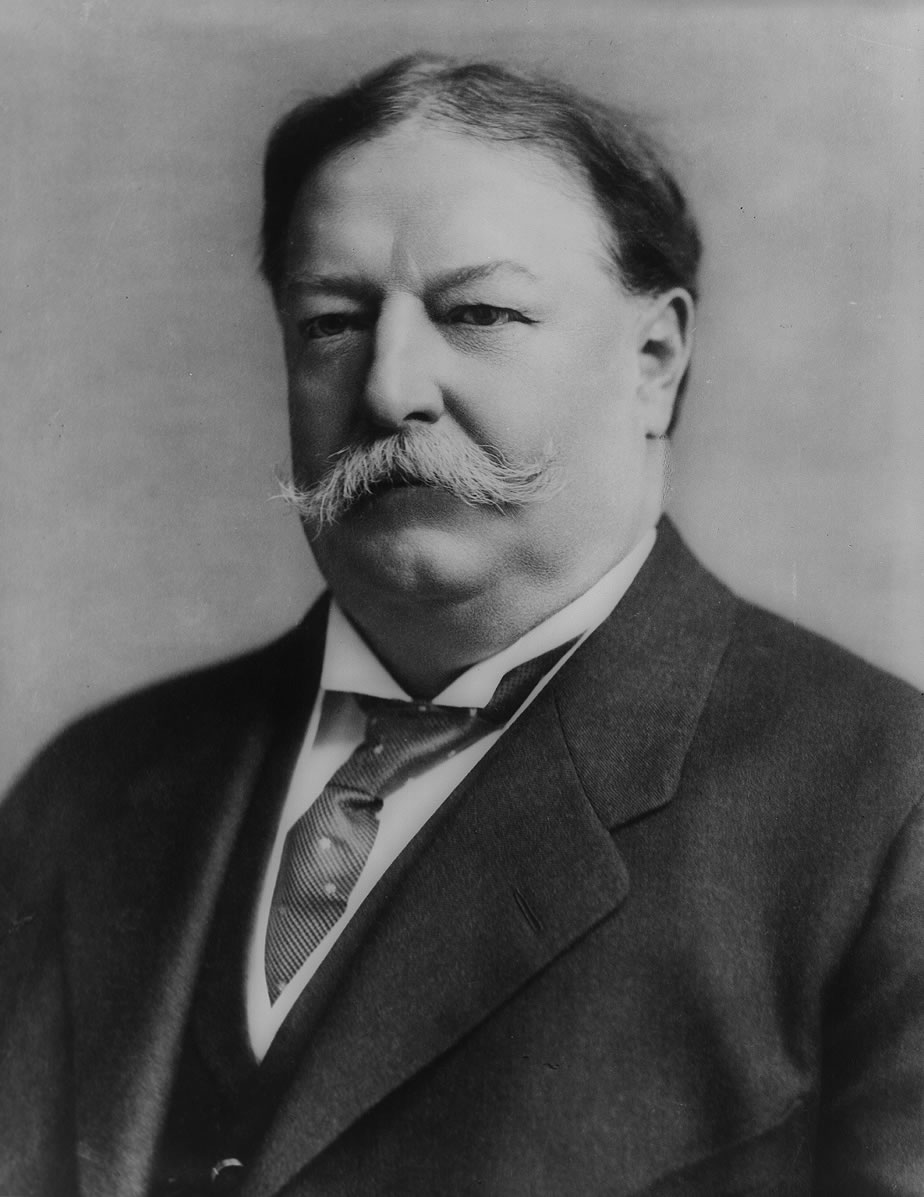
William Howard Taft fue el primer gobernador civil de las Islas Filipinas.

## Gobernador General
El 4 de julio de 1901, la autoridad ejecutiva sobre las islas fue transferida al presidente de la Comisión Filipina, quien tenía el título de "gobernador civil", cargo designado por el presidente de los Estados Unidos y aprobado por el Senado de los Estados Unidos. Durante el primer año, un gobernador militar, Adna Chaffee, gobernó partes del país que aún se resistían al dominio estadounidense, al mismo tiempo que el gobernador civil William Howard Taft. Los desacuerdos entre los dos no fueron infrecuentes. Al año siguiente, el 4 de julio de 1902, el gobernador civil se convirtió en la única autoridad ejecutiva de las islas. Chaffee permaneció como comandante de la división filipina hasta el 30 de septiembre de 1902.
El título fue cambiado a "Gobernador General" en 1905 por Ley del Congreso (Público 43 - 6 de febrero de 1905).
El 15 de noviembre de 1935 se inauguró el gobierno de la Commonwealth. La oficina del presidente de Filipinas se creó para reemplazar al gobernador general como director ejecutivo, asumiendo muchas de las funciones del primero. El gobernador general estadounidense se hizo conocido como el Alto Comisionado de Filipinas.

## Comisionados residentes
Desde la aprobación de la Ley Orgánica hasta la independencia, las Islas Filipinas estuvieron representadas en la Cámara de Representantes de los Estados Unidos por dos, y luego uno, comisionados residentes de Filipinas. Al igual que los delegados y el Comisionado Residente de Puerto Rico, eran miembros del Congreso sin derecho a voto.

## Galería

1901-1908
1908-1912
1912-1935
1919-1935
1905-1935